# Hageheld
De hageheld (Lasiocampa quercus) is een grote en krachtige bruine vlinder uit de familie van de spinners. 

## Kenmerken
De vrouwtjes zijn nog groter dan de mannetjes. Beide hebben ze een opvallende gele, dwarslijn over de vleugels, naar de rand toe breder wordend. In het midden van de voorvleugels ligt een zwartomrande, witte stip. De mannetjes hebben sterk gekamde voelsprieten. De spanwijdte bedraagt tussen de 45 en 75 millimeter.

## Verspreiding en leefgebied
Ze komen voor in noordelijk Afrika en Europa op open gebieden met struikgewas, heide- en zandgronden, ook in de duinen. Ze zijn wijdverbreid en vrij talrijk. Ze hebben een voorkeur voor warme streken. De vliegperiode is van mei tot in september, in één generatie.

## Levenswijze
De mannelijke vlinders fladderen vooral overdag bij zonneschijn snel zigzaggend rond, terwijl de vrouwtjes pas vliegen als het gaat schemeren. De vrouwtjes zitten in het gras.
Ze vliegen vlak boven het gras en laten tijdens de vlucht hun eitjes vallen.

## De rups en zijn waardplanten
De 8 centimeter lange rupsen zijn dichtbehaard en de brandharen kunnen na aanraking, bij mensen huidirritatie veroorzaken.
Waardplanten van de rupsen komen onder meer uit de geslachten Larix, Betula, Salix en Rubus.

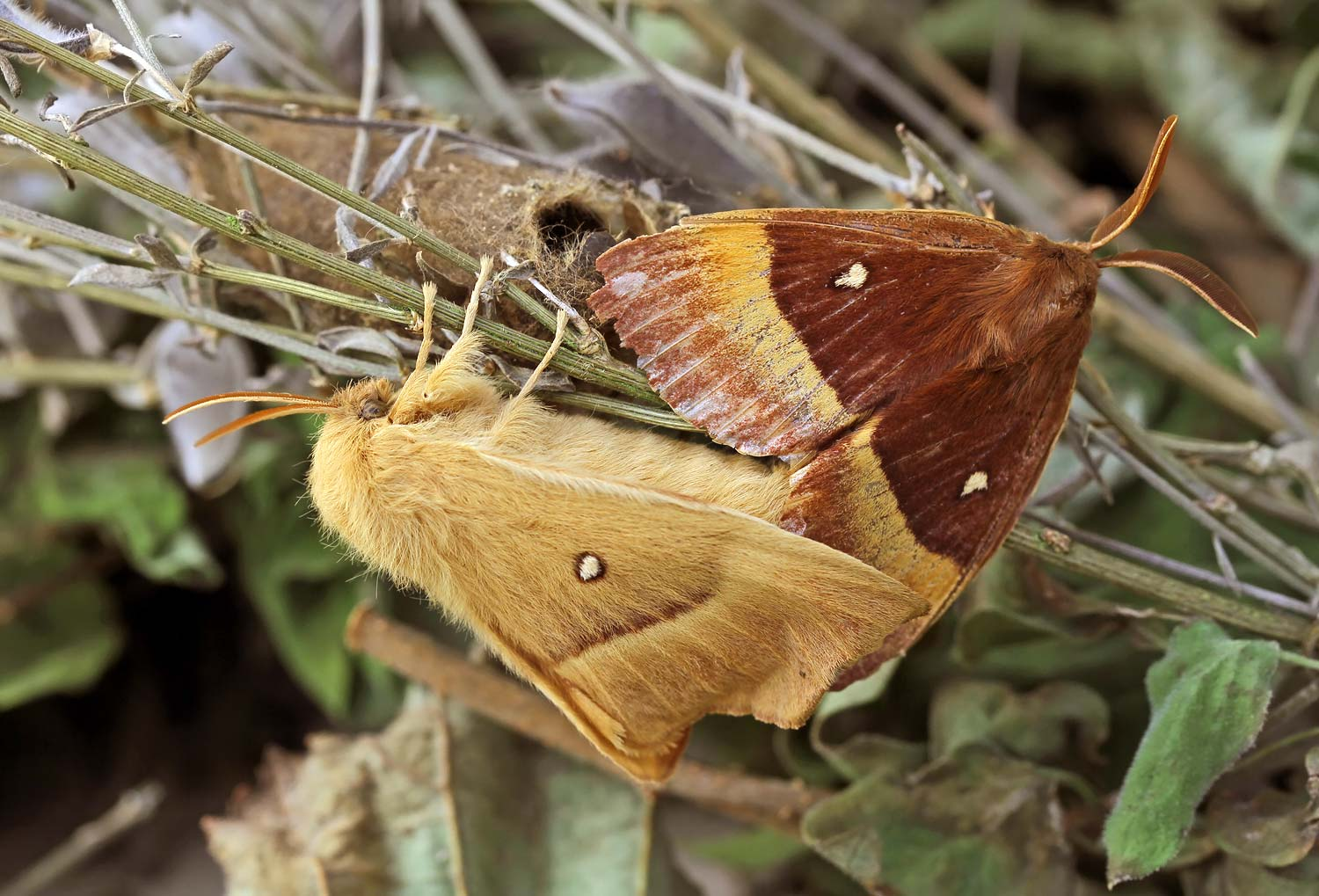
Paring
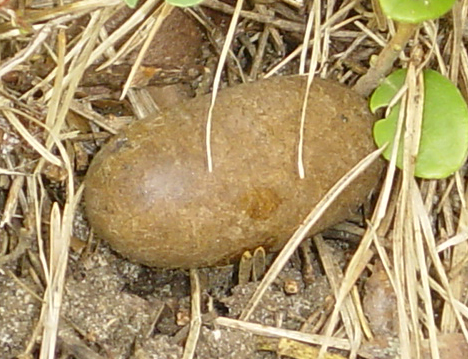
Cocon met pop